# Ideon
Ideon S.A. (dawniej CENTROZAP) - dnia 04.09.2013 Sąd Rejonowy Katowice-Wschód w Katowicach, X Wydział Gospodarczy ogłosił upadłość spółki.
Od dnia 01.07.2016 GPW zawiesiła obrót akcjami spółki zgodnie z raportem KNF nr 15/2016 z dnia 30.06.2016.
Ideon SA – grupa kapitałowa zrzeszająca firmy uczestniczące w działaniach biznesowych na rynku energetycznym.
W skład grupy kapitałowej wchodzą: PEC Śrem SA, WoodinterKom GmbH, Ideon Real Estate Sp. z o.o., Centrozap Finanse Sp. z o.o., Canuela Holdings Limited.

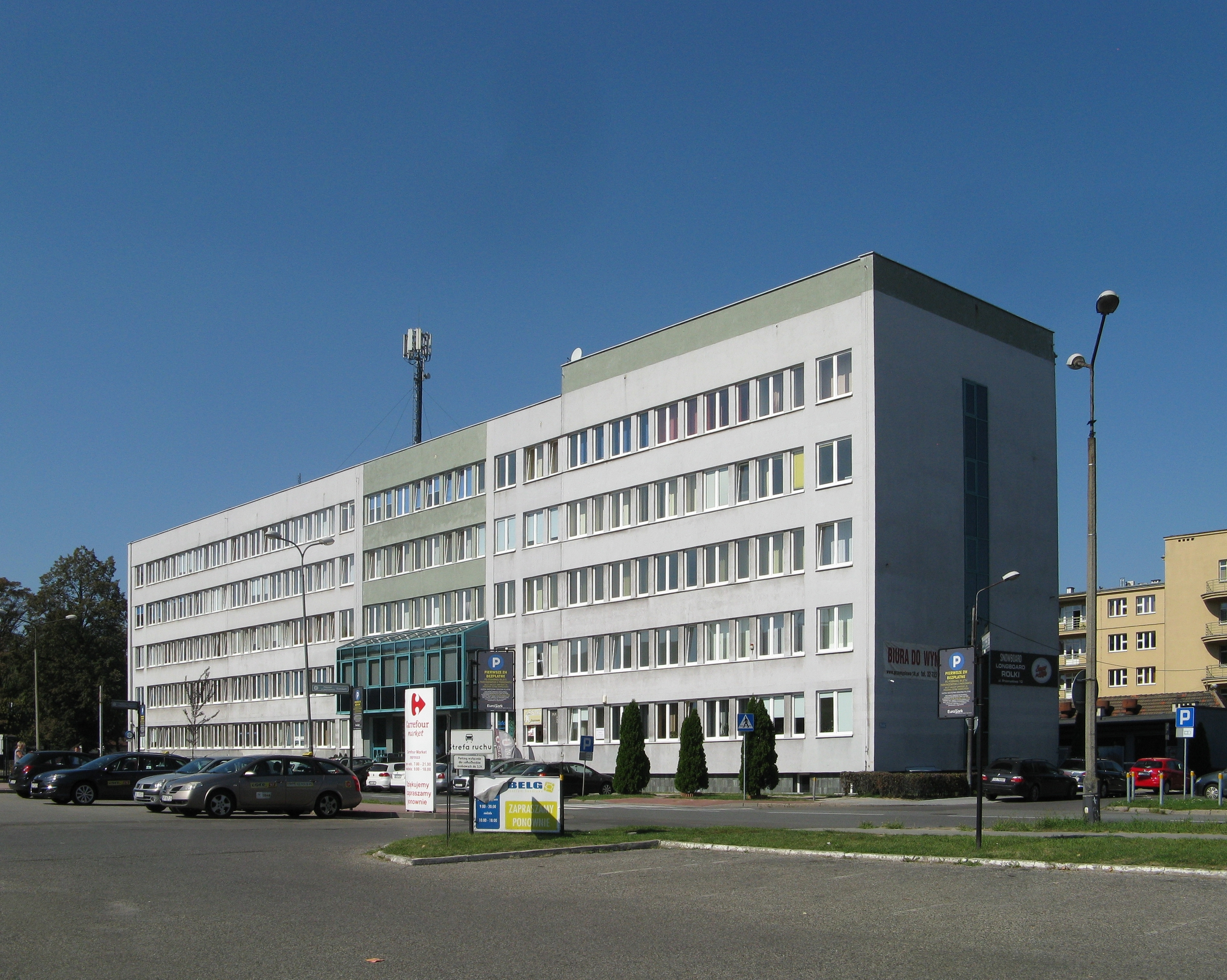
Katowice, ul. Przemysłowa 10, siedziba firmy (2018)

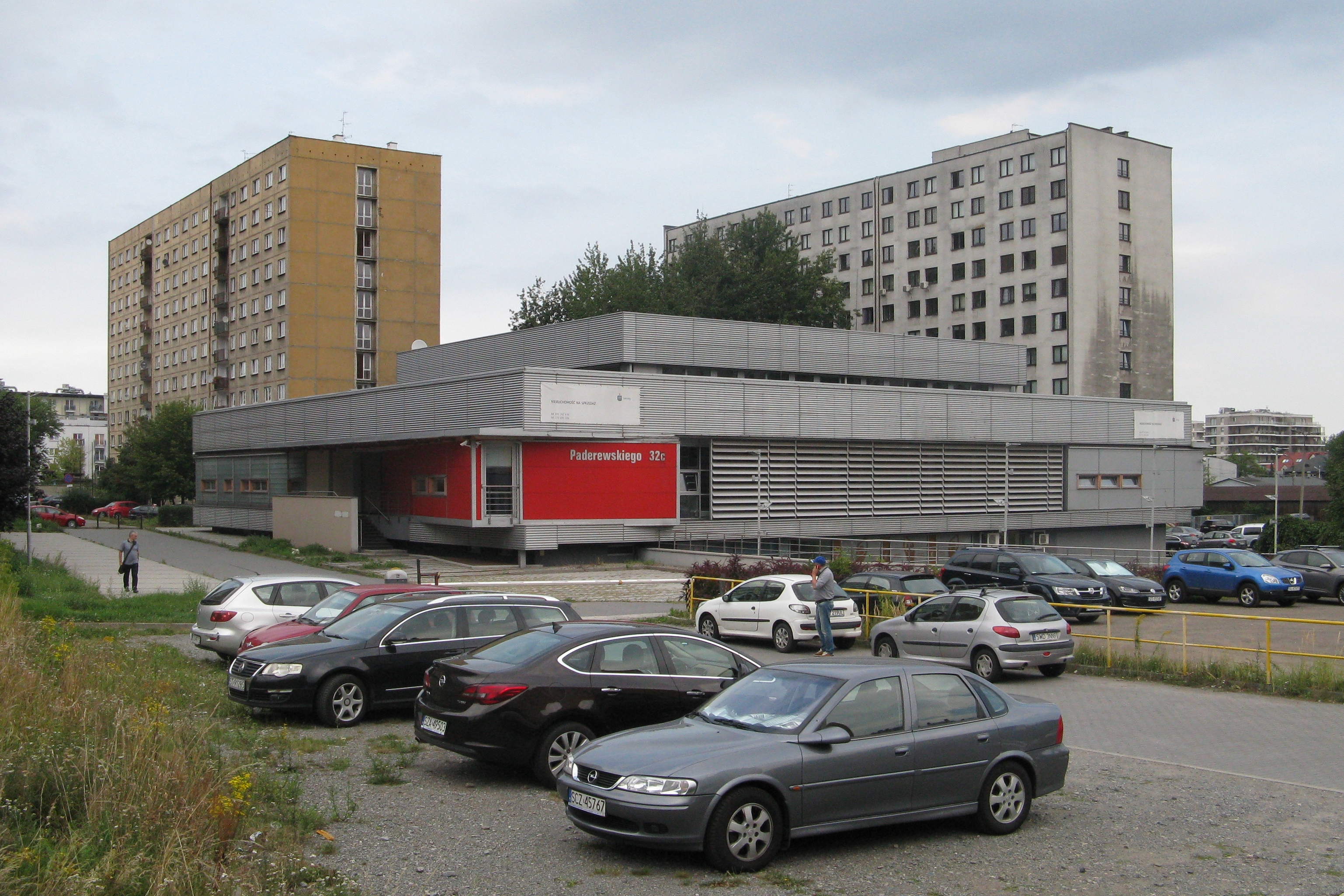
Dawna siedziba firmy przy ul. I. Paderewskiego w Katowicach (2018)

Spółka wywodzi swoje początki od działającej od 1951 roku Centrali Handlu Zagranicznego Centrozap, która po zmianach gospodarczo-politycznych, po 1989 r. została przekształcona w spółkę akcyjną i sprywatyzowana. 29 marca 2012 Walne Zgromadzenie Akcjonariuszy Centrozap SA podjęło uchwałę o zmianie nazwy spółki na Ideon SA.
Dominującym przedmiotem działalności Ideon SA jest obrót energią elektryczną w kraju i krajach Unii Europejskiej. Ideon świadczy również m.in. usługi audytu energetycznego. Ideon SA jest aktywnym uczestnikiem transakcji zawieranych na rynku hurtowym. Prowadzi także sprzedaż energii elektrycznej dla klientów instytucjonalnych. Ideon SA uczestniczy w procesie wytwarzania energii elektrycznej i ciepła, oraz w handlu emisjami CO2.
Akcje Ideon SA notowane są na warszawskiej Giełdzie Papierów Wartościowych od 29 września 1999 roku.
Kapitał zakładowy Ideon SA wynosi 343 490 781,00 PLN. Prezesem Zarządu jest Ireneusz Król, a Przewodniczącym Rady Nadzorczej Ireneusz Nawrocki.